# Manfred Rünzler
Manfred Rünzler (* 24. Februar 1933 in Wolfurt; † 19. Jänner 2022 in Rankweil) war ein österreichischer Politiker (VGÖ). Rünzler war von 1984 bis 1989 Abgeordneter zum Vorarlberger Landtag.

## Ausbildung und Beruf
Zwischen 1939 und 1944 besuchte Rünzler die Volksschule Wolfurt, danach wechselte er bis 1948 zum Schulbesuch an das Bundesgymnasium Bregenz. Er absolvierte danach von 1948 bis 1950 die Handelsschule Bregenz und trat 1951 als Vertragsangestellter in den Dienst des Amtes der Vorarlberger Landesregierung. Er legte 1953 die Verwaltungsdienst-Prüfung ab und war in der Dienststelle des Landeswasserbauamtes  Bregenz beschäftigt. 1956 wechselte er als Baukaufmann zu einem Hoch- und Tiefbauunternehmen in Götzis, ab 1975 war er dort Prokurist. Nachdem er zwischen 1983 und 1984 beschäftigungslos gewesen war, war er von 1984 bis 1989 Berufspolitiker. 1990 ging Rünzler in Pension.

## Politik und Funktionen
Rünzler engagierte sich ab 1949 bei der Katholischen Jugend, der Katholischen Arbeitnehmerbewegung und dem Katholischen Arbeiterverein Wolfurt und trat 1967 der Österreichischen Volkspartei bzw. dem ÖAAB bei. 1972 schied er wieder aus der ÖVP aus und wurde noch im selben Jahr Vorstandsmitglied bzw. Vorsitzender im Landesverband Vorarlberg des Weltbundes zum Schutz des Lebens. Er war in der Folge von 1975 bis 1982 auch Generalsekretär bzw. Geschäftsführer sowie ab 1982 Vizepräsident der Sektion Österreich des Weltbundes zum Schutz des Lebens. 
Nachdem er bereits ab 1975 als Sprecher bei Veranstaltungen zu Energie- und Umweltfragen aufgetreten war, beteiligte er sich 1983 an der Gründung der Vereinten Grünen Österreichs bzw. Vorarlbergs, kandidierte bei der Nationalratswahl für die VGÖ-Liste Tollmann und fungierte von 1983 bis 1989 als stellvertretender Vorsitzender bzw. geschäftsführender Vorsitzender und Finanzreferent des VGÖ-Landesverbandes Vorarlberg. Er fungierte zudem von 1987 bis 1990 als stellvertretender Bundesvorsitzender der VGÖ und war zwischen 1983 und 1989 Landessekretär des VGÖ-Landesverbandes Vorarlberg.
Als Abgeordneter des Wahlbezirkes Bregenz war er vom 5. November 1984 bis zum 23. Oktober 1989 Abgeordneter im Vorarlberger Landtag, wobei er in dieser Zeit auch als Klubobmann des Klubs der Alternativen Liste/VGÖ diente. Er war zudem Mitglied im Finanzausschuss, Mitglied im Rechtsausschuss, Mitglied im Kontrollausschuss, Mitglied im Notstandsausschuss und Mitglied im Volksanwaltsausschuss.
Rünzler war ab den 1950er Jahren zudem Aufsichtsratsmitglied bzw. Vorsitzender der Konsumgenossenschaft Rickenbach – Wolfurt, engagierte sich zwischen 1985 und 1994 als Mitglied des Umweltschutzbeirates des Amtes der Vorarlberger Landesregierung und war von 1984 bis 1989 Kuratoriumsmitglied des Vorarlberger Landschaftspflegefonds. Des Weiteren spielte er Schlagzeug in mehreren Tanzbands.

## Privates
Rünzler wurde als Sohn des ÖBB-Beamten Anton Martin Rünzler und dessen Frau Maria Magdalena Rünzler geboren. Er heiratete 1962 Margarethe Mayer und wurde zwischen 1963 und 1969 Vater dreier Kinder.